# Koppelwerkwoord
Een koppelwerkwoord verbindt twee delen van een zin, waarbij het ene deel een naamwoord is en een eigenschap van het andere deel (het onderwerp) aangeeft. De overgebleven zinsdelen zijn bijwoordelijke bepaling of indirect object. Een lijdend voorwerp is niet mogelijk.

## Koppeling
- Voorbeeld: Hij wordt nogal snel moe.

Het gezegde van deze zin is wordt moe. Omdat daar een bijvoeglijk naamwoord in voor komt, spreken we hier van een naamwoordelijk gezegde. Het werkwoord wordt koppelt hier de eigenschap moe aan het onderwerp hij en is daarmee een koppelwerkwoord. Moe wordt ook wel het naamwoordelijk deel van het gezegde genoemd. Het naamwoordelijke deel van het gezegde kan ook een zelfstandig naamwoord, eigennaam of toponiem bevatten, bijvoorbeeld in de zin: Hij wordt leraar.
In het gezegde van de zin Hij wordt gezien als een invloedrijk man, zit geen naamwoord, daar het gezegde slechts de werkwoorden wordt gezien bevat. Deze zin heeft dus geen naamwoordelijk gezegde en wordt is in dit geval geen koppelwerkwoord, maar een hulpwerkwoord. Het werkwoord wordt maakt van de bedrijvende vorm zien namelijk de lijdende vorm gezien worden.

## Traditionele koppelwerkwoorden
De Nederlandse koppelwerkwoorden zijn:
- zijn (ook hulpwerkwoord en zelfstandig werkwoord)
  - Voorbeeld: Hij is een vriendelijke jongen.
- worden (ook hulpwerkwoord)
  - Voorbeeld: Hij wordt timmerman.
- blijven (ook hulpwerkwoord en zelfstandig werkwoord)
  - Voorbeeld: Hij blijft altijd een vriendelijke jongen.
- blijken
  - Voorbeeld: Hij blijkt zeer vriendelijk.
- lijken
  - Voorbeeld: Hij lijkt me een vriendelijke jongen.
- schijnen (ook zelfstandig werkwoord)
  - Voorbeeld: Hij schijnt me nogal vriendelijk.
- heten
  - Voorbeeld: Hij heet Rik.
- dunken
  - Voorbeeld: Hij dunkt me een vriendelijke jongen.
- vóórkomen
  - Voorbeeld: Hij komt me niet bekend voor.

Uitzonderingen
- zijn
  - Uitzondering: 'zich bevinden op een plaats'.
- blijven
  - Uitzondering: 'niet van plek veranderen'.
- lijken
  - Uitzondering: 'ik vergelijk dit met dat'.
- schijnen
  - Uitzondering: '(licht) uitstralen'.
- dunken
  - Uitzondering: 'een onderdeel van basketbal'.
- voorkomen
  - Uitzonderingen: 'aantreffen, tegengaan/zorgen dat iets niet gebeurt' of '(voor een rechtbank) verschijnen'.

## Betekenisequivalenten
Een aantal werkwoorden die niet traditioneel tot de koppelwerkwoorden worden gerekend, kunnen toch als zodanig fungeren. Zij hebben die functie als zij in een betekenis worden gebruikt die overeenkomt met zijn of worden als koppelwerkwoord. Voorbeelden van deze betekenisequivalentie, die dus tot functie-equivalentie leidt, zijn:
- raken

De prinses raakte geëmotioneerd door de mooie muziek. (equivalent aan worden)
- vallen

Het viel hem zwaar het afscheid te verwerken. (equivalent aan zijn)
- gaan

Het ding ging al kapot voordat de garantietermijn verstreken was. (worden).

## Ezelsbruggetjes
Er bestaan verschillende ezelsbruggetjes om de (belangrijkste) koppelwerkwoorden te onthouden:
- ZWoBBeLS + HDV(ideo): zijn, worden, blijven, blijken, lijken, schijnen, heten, dunken, voorkomen.
- HoeD Van ZWoBBeLS: Heten, Dunken, Voorkomen, Zijn, Worden, Blijven, Blijken, Lijken, Schijnen
- "zijn en worden is het eerste paar,  blijven, blijken, lijken, schijnen zijn de vier erna,  heten, dunken, voorkomen zijn de laatste drie, zo krijgen we ze allemaal onder de knie."
- De meeste mensen kennen de volgorde zoals in het eerste voorbeeld beschreven staat. Maar wanneer men de vier 'ij' woorden in omgekeerde volgorde zet, ontstaat zowel eindrijm (lijken, blijken) als alliteratie (blijven, blijken), waardoor het rijtje koppelwerkwoorden beter blijft hangen. Het kan dan als een versje worden opgezegd. 'Zijn' en 'worden' worden op normaal tempo gezegd, en 'schijnen, lijken, blijven, blijken, heten, dunken, voorkomen' komt er in sneltreinvaart achteraan.
- En het kan ook zo: zijn en worden zijn de belangrijkste dan 4 keer ij: (lijken, blijken, blijven en schijnen) (heten, dunken en voorkomen) komen het minst voor
- Nog een handig ezelsbruggetje: Wij zijn thuis gebleven want lijken blijken te schijnen als ze heet worden. Wel is het zo dat bij dit ezelsbruggetje de woorden dunken en voorkomen er niet in zitten.

## Andere functies
De meeste woorden die als koppelwerkwoord kunnen voorkomen, zijn niet altijd koppelwerkwoord. Ze kunnen bijvoorbeeld voorkomen als hulpwerkwoord:
- We zijn nog een nachtje gaan stappen.
- U wordt verzocht dit formulier in te vullen.
- Hij schijnt moe te zijn. (hier is schijnt een hulpwerkwoord, terwijl te zijn het koppelwerkwoord is)

Ze kunnen ook voorkomen als hoofdwerkwoord:
- Hè toe, blijf nog even!
- Daar blijkt anders niets van.
- Nou, me dunkt, zeg!
- Dat portret lijkt helemaal niet!

Soms is er zelfs sprake van een geheel ander woord, een homofoon. Behalve de vorm is er dan geen verband met een koppelwerkwoord:
- Het licht schijnt fel. ("schijnsel geven")
- Hij dunkt de bal in de basket.
- Hij moest voorkomen wegens openbare geweldpleging. ("verschijnen")
- Het komt mij voor [het koppelwerkwoord] dat niet altijd kan worden voorkomen [verhinderd], dat een vrouw met een goed voorkomen [zoals zij eruitziet] moet voorkomen [verschijnen].